# 羅伯·葛沃斯
羅伯·葛沃斯（Robert Gerwarth）（1976年2月12日—）是一名德國歷史學家，目前任教於都柏林大學學院並且擔任該校戰爭研究中心主任。
出生於柏林，2000年從柏林洪堡大學取得政治和歷史學碩士學位，及後再從牛津大學取得博士學位，期間曾於貝利奧爾學院擔任歐洲現代史講師。他的專攻為猶太人大屠殺史，並且曾經在愛爾蘭電視節目上舌戰右翼作家大衛·艾文。

## 出版著作
- . London: Allen Lane. 2016. ISBN 9781846148118.
  - 《不曾結束的一戰：帝國滅亡與中東歐民族國家興起》，馮奕達譯，台北：時報出版，2018年
- . New Haven, CT: Yale University Press. 2011. ISBN 978-0-300-11575-8.
- . Oxford: Oxford University Press. 2005. ISBN 978-0-19-928184-8.

## 外部連結
- 葛沃斯的教職員資料 （页面存档备份，存于）